# Diaphanomyia ludens
Diaphanomyia ludens là một loài ruồi trong họ Tachinidae.